# Compañía de los Ferrocarriles de Zaragoza a Pamplona y Barcelona
La Compañía de los Ferrocarriles de Zaragoza a Pamplona y Barcelona ou ZPB en français : « Compagnie des chemins de fer de Saragosse à Pampelune et Barcelone » était une compagnie ferroviaire espagnole du XIXe siècle. Elle a été fondée en 1865 de la fusion de la Compañía del Ferrocarril de Zaragoza a Pamplona et de la Sociedad del Ferrocarril de Barcelona a Zaragoza. En 1878, elle a été absorbée par la Compañía de los Caminos de Hierro del Norte de España.

## Histoire
La compagnie fut créée le 16 juillet 1865 de la fusion de la Compañía del Ferrocarril de Zaragoza a Pamplona et de la Sociedad del Ferrocarril de Barcelona a Zaragoza,. Selon l'historien Miguel Ángel López-Morell, cette fusion aurait eu lieu en raison d'une absorption ratée du chemin de fer de Barcelone à Saragosse (propriété de José de Salamanca) par MZA. La ZPB contrôlait les lignes ferroviaires de Saragosse à Alsasua (via Pampelune) et de  Saragosse à Barcelone (via Lérida).
Cependant, la nouvelle entreprise qui en résulte ne jouit pas d'une bonne situation économique. Sachant cela, depuis 1874, la compagnie del Norte a fait pression pour annexer la ZPB, fusion qui fut effectué le 13 février 1878,.